# تحدي الوحوش والفضائيين (مسلسل)
تحدي الوحوش والفضائيين (بالإنجليزية: Monsters vs. Aliens)‏ هو مسلسل تم إنتاجه في  الولايات المتحدة. بدأ عرضه في سنة 2013 على نكلوديون. كما بلغ عدد حلقاته 52 حلقة، وتبلغ مدة الحلقة الواحدة 22 دقيقة. تم بث المسلسل لأول مرة بتاريخ 23 مارس, 2013. عرض المسلسل كـ فيلم في عام 2009.

## روابط خارجية
- الوحوش ضد الغرباء على موقع IMDb (الإنجليزية)
- الوحوش ضد الغرباء على موقع روتن توميتوز (الإنجليزية)
- الوحوش ضد الغرباء على موقع كينوبويسك (الروسية)
- الوحوش ضد الغرباء على موقع ألو سيني (الفرنسية)
- الوحوش ضد الغرباء على موقع قاعدة بيانات الفيلم (الإنجليزية)